# Pitcairnia tympani
Pitcairnia tympani är en gräsväxtart som beskrevs av Lyman Bradford Smith. Pitcairnia tympani ingår i släktet Pitcairnia och familjen Bromeliaceae. Inga underarter finns listade i Catalogue of Life.